# 上田繁
上田 繁（うえだ しげる）は、日本のアニメ演出家、アニメ監督。

## 略歴
STUDIO DEEN撮影部門“め组”出身、演出助手を経て監督。同読みの  「うえだしげる（上田茂）」とは別人。
OVA 「閃乱カグラ ESTIVAL VERSUS -水着だらけの前夜祭-」が初監督作品。

## 参加作品

### テレビアニメ
2000年
- 六門天外モンコレナイト（撮影）
- グラビテーション（撮影）
- NieA_7（仕上げ）

2001年
- 頭文字D Third Stage（撮影）
- 逮捕しちゃうぞ SECOND SEASON（撮影）
- フルーツバスケット（撮影）
- ココロ図書館（撮影）
- RAVE（撮影）

2002年
- 王ドロボウJING（撮影）
- 満月を探して かわいいかわいい大冒険（撮影）
- SAMURAI DEEPER KYO（撮影）
- ボンバーマンジェッターズ（撮影）
- GetBackers -奪還屋-（撮影）

2003年
- 魔探偵ロキ RAGNAROK（撮影）
- ヤミと帽子と本の旅人（撮影）

2004年
- ゆめりあ（撮影）
- マリア様がみてる（撮影）
- マリア様がみてる ～春～（撮影）
- Tactics（演出）

2005年
- 極上生徒会（演出）
- スターシップ・オペレーターズ（演出）
- ふしぎ星の☆ふたご姫（演出）
- まほらば（演出）
- うえきの法則（演出）
- 灼眼のシャナ（演出）

2006年
- ゼロの使い魔（演出）
- 機神咆哮デモンベイン（特典DVD“OUROBOROS RONDO” 絵コンテ、演出）
- ゴーストハント（演出）
- ハチミツとクローバーII（演出）

2007年
- 灼眼のシャナII（演出）
- のだめカンタービレ（演出）
- スカイガールズ（演出）
- ぽてまよ（演出）
- 精霊の守り人（演出）
- シゴフミ（演出）

2008年
- のだめカンタービレ 巴里編（絵コンテ、演出）
- ドルアーガの塔 ～the Aegis of URUK～（演出）
- とある魔術の禁書目録（演出）
- 隠の王（演出）
- 神曲奏界ポリフォニカ（演出）

2009年
- 神曲奏界ポリフォニカ クリムゾンS（演出）
- シャングリ・ラ（演出）
- ハヤテのごとく！！ 2nd season（演出）
- 鋼の錬金術師 FULLMETAL ALCHEMIST（演出）
- 乃木坂春香の秘密　ぴゅあれっつぁ♪（演出）

2010年
- 聖痕のクェイサー（演出）
- BLEACH （破面・滅亡編 286話演出）
- B型H系（演出）
- ヨスガノソラ（演出）
- けんぷファー für die Liebe（演出）

2011年
- 聖痕のクェイサーII（演出）
- けんぷファー SP2（14話演出）
- アスタロッテのおもちゃ!（演出）
- 魔乳秘剣帖（演出）

2012年
- 謎の彼女X（演出）
- クイーンズブレイド リベリオン（演出）
- 織田信奈の野望（演出）
- 宇宙兄弟（絵コンテ、演出）

2013年
- 断裁分離のクライムエッジ（演出）
- 帰宅部活動記録（演出）
- ファンタジスタドール（演出）
- DIABOLIK LOVERS（演出）

2014年
- 彼女がフラグをおられたら（絵コンテ、演出）
- 少年ハリウッド -HOLLY STAGE FOR 49-（演出）

2016年
- 6HP（演出）

2017年
- メルヘン・メドヘン（監督）

2018年
- ロード オブ ヴァーミリオン 紅蓮の王（演出）
- ゆらぎ荘の幽奈さん（演出）

2019年
- なむあみだ仏っ!-蓮台 UTENA-（絵コンテ、演出）

2021年
- WAVE!!〜サーフィンやっぺ!!〜（絵コンテ、演出）
- ゲキドル（監督）
- ピーチボーイリバーサイド（監督）
- ドールズフロントライン（監督）

2023年
- アルスの巨獣（絵コンテ、演出）
- おとなりに銀河（絵コンテ、演出）
- B-PROJECT〜熱烈*ラブコール〜（絵コンテ、演出）

### 劇場アニメ
2007年
- 灼眼のシャナ（共同演出）

### OVA
2015年
- 閃乱カグラ ESTIVAL VERSUS -水着だらけの前夜祭-（監督）